# 美濃市立美濃小学校
美濃市立美濃小学校（みのしりつ みのしょうがっこう）は、岐阜県美濃市にある公立小学校。

## 通学区域
- 美濃市1番地から4007番地（通称：俵町、米屋町、相生町、常盤町、吉川町、泉町、本住町、魚屋町、永重町、殿町、港町、加治屋町、新町、千畝町、段町、広岡町、亀野町、西市場町、東市場町、上条、下渡、口野々、樋ヶ洞、梅山町）、曽代、前野、安毛、富野、中央1-5丁目、中央6丁目の一部、松森の一部、保木脇、下河和、上河和、須原、立花が通学区域である。公立中学校の進学先は美濃市立美濃中学校である[1]。

## 沿革
- 1873年（明治6年）
  - 1月 - 上有知村に申英義校が開校。清泰寺を仮校舎とする。
  - 6月 - 曽代村に明進義校が開校。
- 1875年（明治8年） - 申英義校が有知学校に改称する。
- 1876年（明治9年）6月 - 有知学校が旧・小倉山城三の丸址[注釈 1]。に新築移転。洋風二階建の建物であり、運動場は旧・小倉山城二の丸址[注釈 2]を使用していた。[注釈 3]。
- 1880年（明治13年） - 有知学校が有知小学校、明進義校が明進小学校に、それぞれ改称する。
- 1886年（明治19年） - 有知小学校が上有知尋常高等小学校、明進小学校が安曽野簡易科小学校に、それぞれ改称する。
- 1888年（明治21年）頃 - 安曽野簡易科小学校が安曽野尋常小学校に改称する。
- 1889年（明治22年）7月1日 - 
  - 上有知村が町制施行し、上有知町となる。
  - 安毛村、曽代村、前野村が合併し、安曽野村が発足。
- 1907年（明治40年） - 上有知尋常高等小学校が現在地に移転する[注釈 4]。
- 1911年（明治44年）4月1日 - 上有知町が美濃町に改称する。同時に上有知尋常高等小学校は美濃尋常高等小学校に改称する。
- 1925年（大正14年）7月18日 - 美濃町が安曽野村を編入する。同じ頃、美濃尋常高等小学校が安曽野尋常小学校を統合する。
- 1941年（昭和16年） - 美濃国民学校に改称する。
- 1947年（昭和22年） - 美濃町立美濃小学校に改称する。
- 1954年（昭和29年）4月1日 - 美濃町、洲原村、下牧村、上牧村、大矢田村、藍見村、中有知村が合併し、美濃市が発足。同時に美濃市立美濃小学校に改称する。
- 1974年（昭和49年） - 新校舎（鉄筋コンクリート造）が完成。
- 2004年（平成16年）4月 - 洲原小学校、立花小学校を統合する。

## その他
- 1876年に建造された有知学校の建物の一部（南側正面）は1910年に払い下げられた。現在は宝勝院庫裏として使用され、「旧有知学校」として美濃市の市指定文化財となっている[2]。

## 統合計画
- 少子化が急速に進んでいることもあり、市内の5つの小学校（美濃小学校、中有知小学校、藍見小学校、大矢田小学校、牧谷小学校）を統合し、2つの小学校に再編する計画である。2025年時点では2032年4月までの統合を目指している[3]。